# Wang Anshi
Wang Anshi (en xinès: 王安石; en pinyin: Wáng'ānshí; 8 de desembre de 1021 - 21 de maig de 1086) fou un estadista xinès que va ocupar el càrrec de primer ministre de la Xina. Sota la dinastia Song, l'emperador Shensong va demanar-li la resolució dels problemes d'aquella època a la Xina en una reforma que havia de millorar les condicions de vida de la classe pagesa. En aquell moment, encara que va haver-hi una revolució econòmica vist que sorgiren els primers pagarés, bitllets i pólvora, l'administració continuava regnant sobre una població relativament pobra. Així, Wang Anshi va imposar mesures com ara l'impuls d'un monopoli governamental sobre el te, demandar les famílies riques que evadien impostos i va oferir préstecs lliures d'interès als pagesos endeutats. Tanmateix, aquestes mesures varen provocar polèmica, cosa que va portar Wang Anshi a ser destituït del càrrec. També, va ser el responsable de la implantació d'institucions de socors popular, hospitals... Va ser un opositor aferrissat del sistema d'examinació imperial xinès. Paral·lelament, de Wang Anshi, destaca el seu costat com a escriptor de prosa i poesia.